# Cheese curds

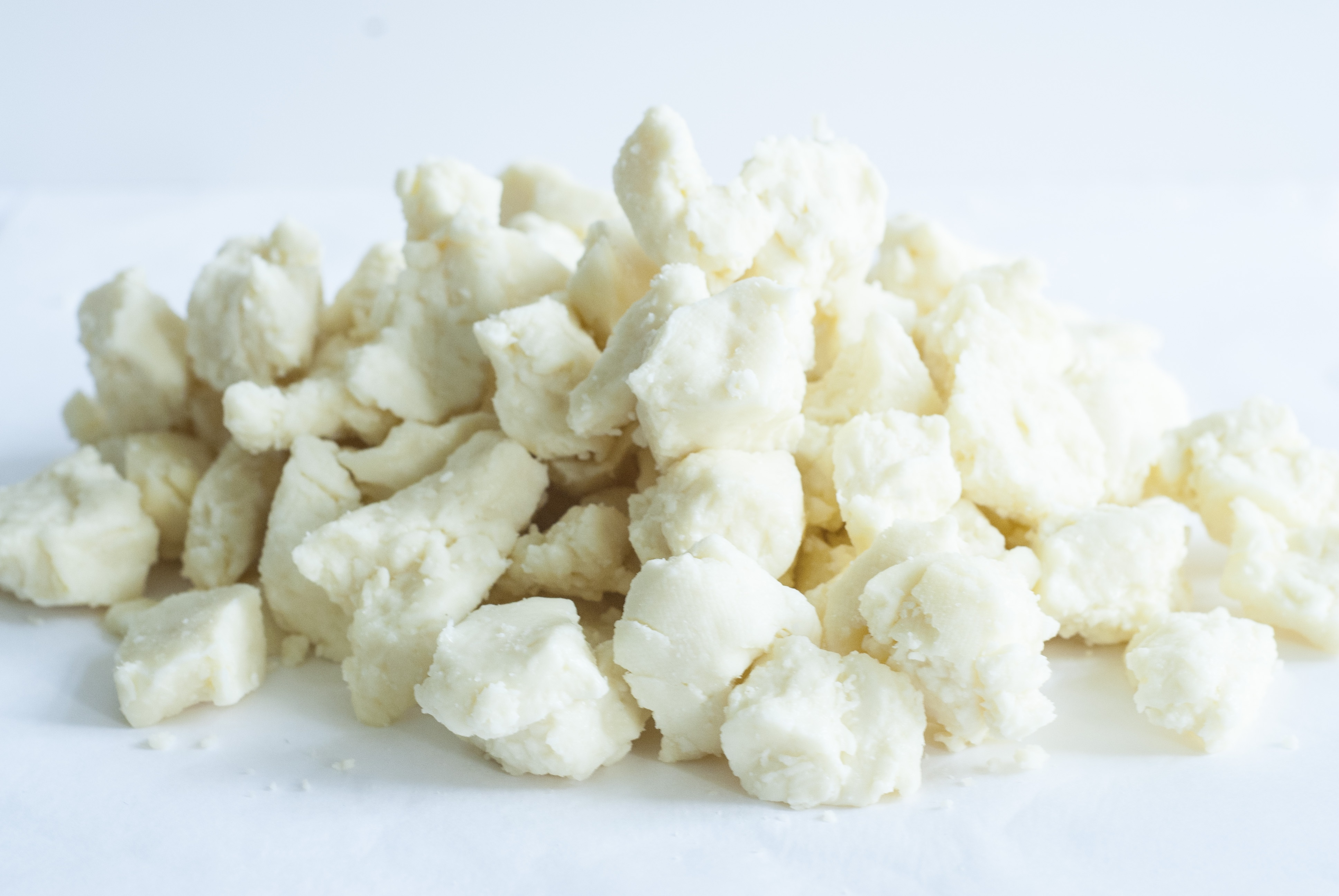
Frische Cheese curds

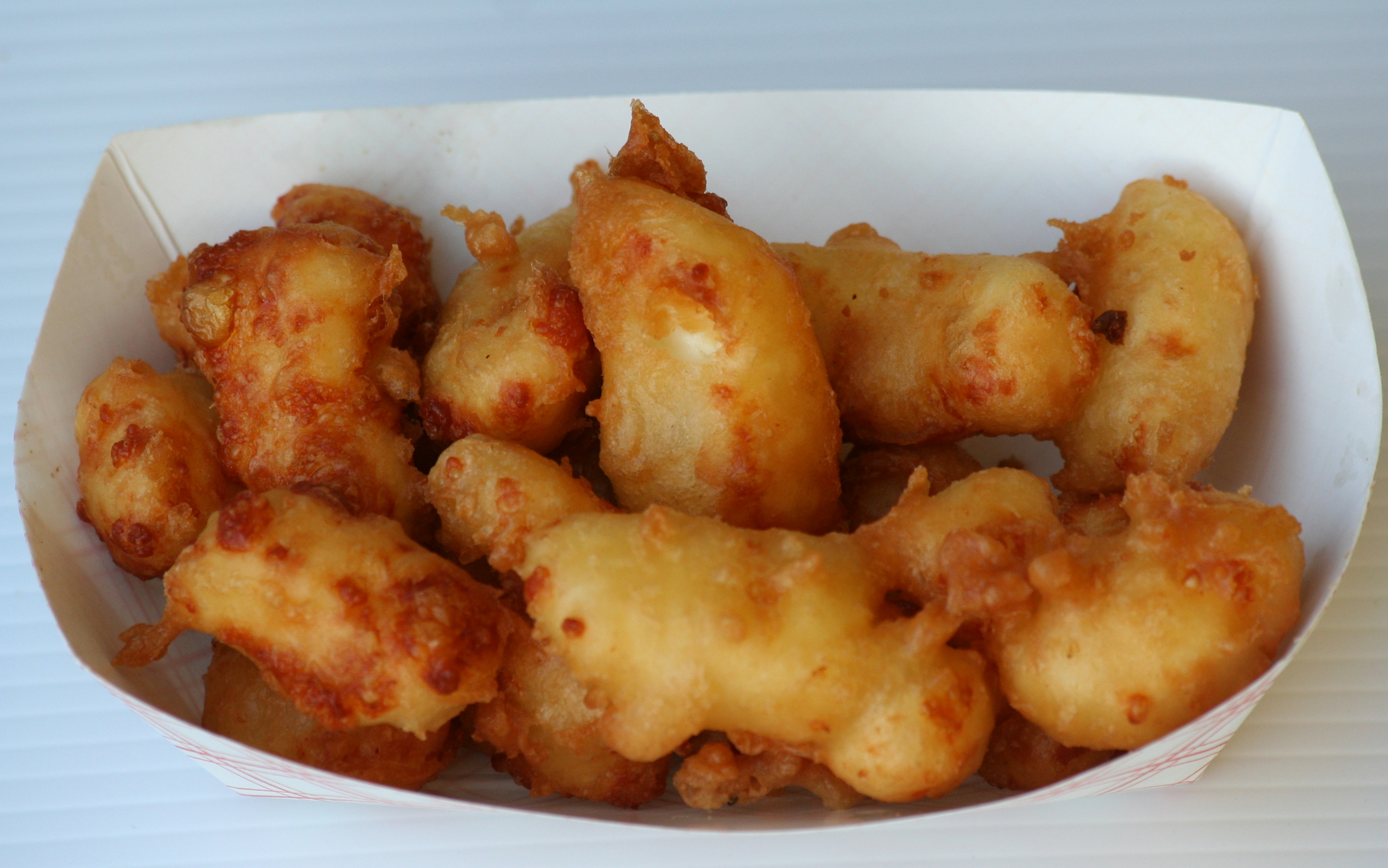
Frittierte Cheese curds

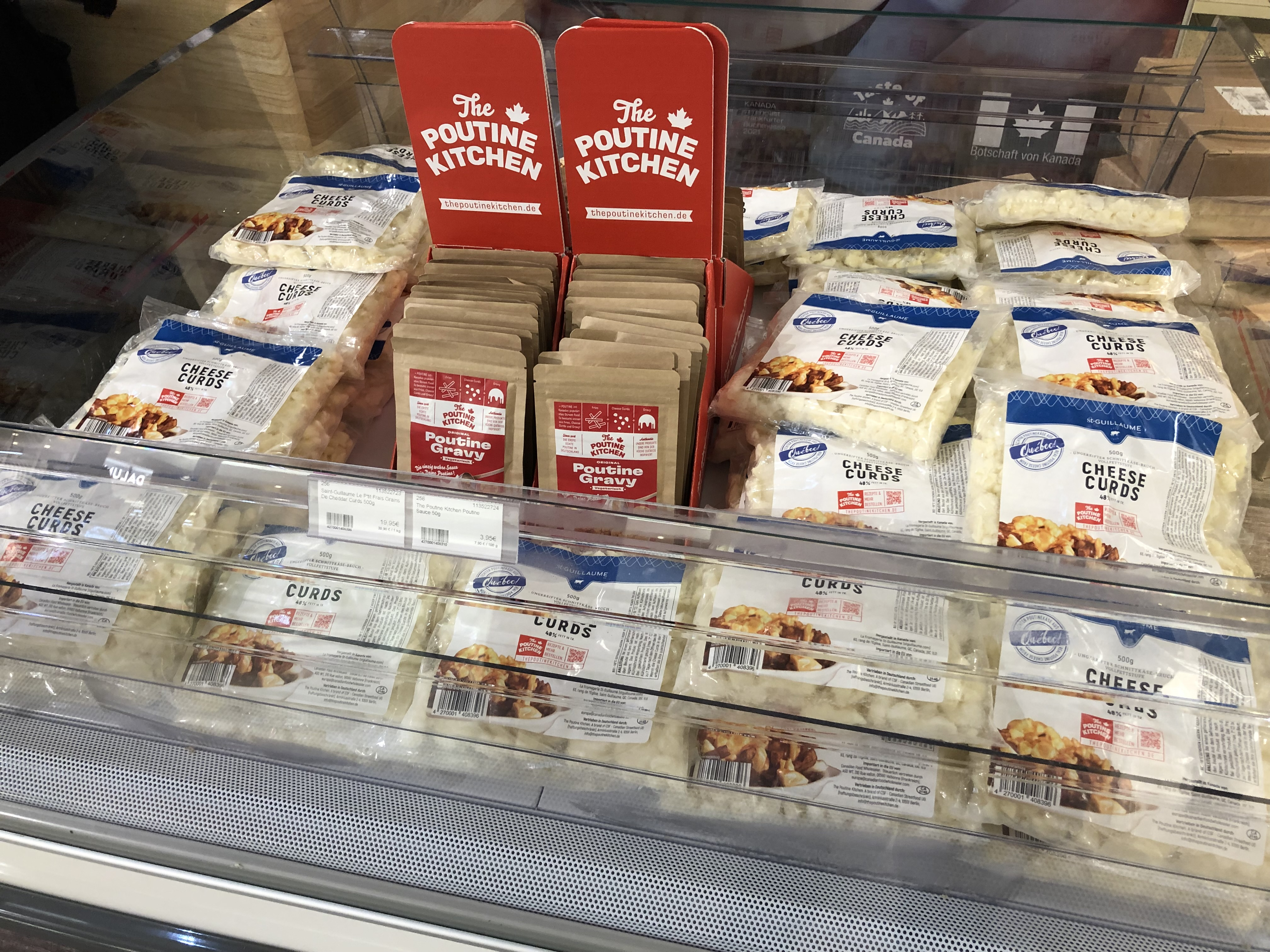
Cheese curds im Supermarkt

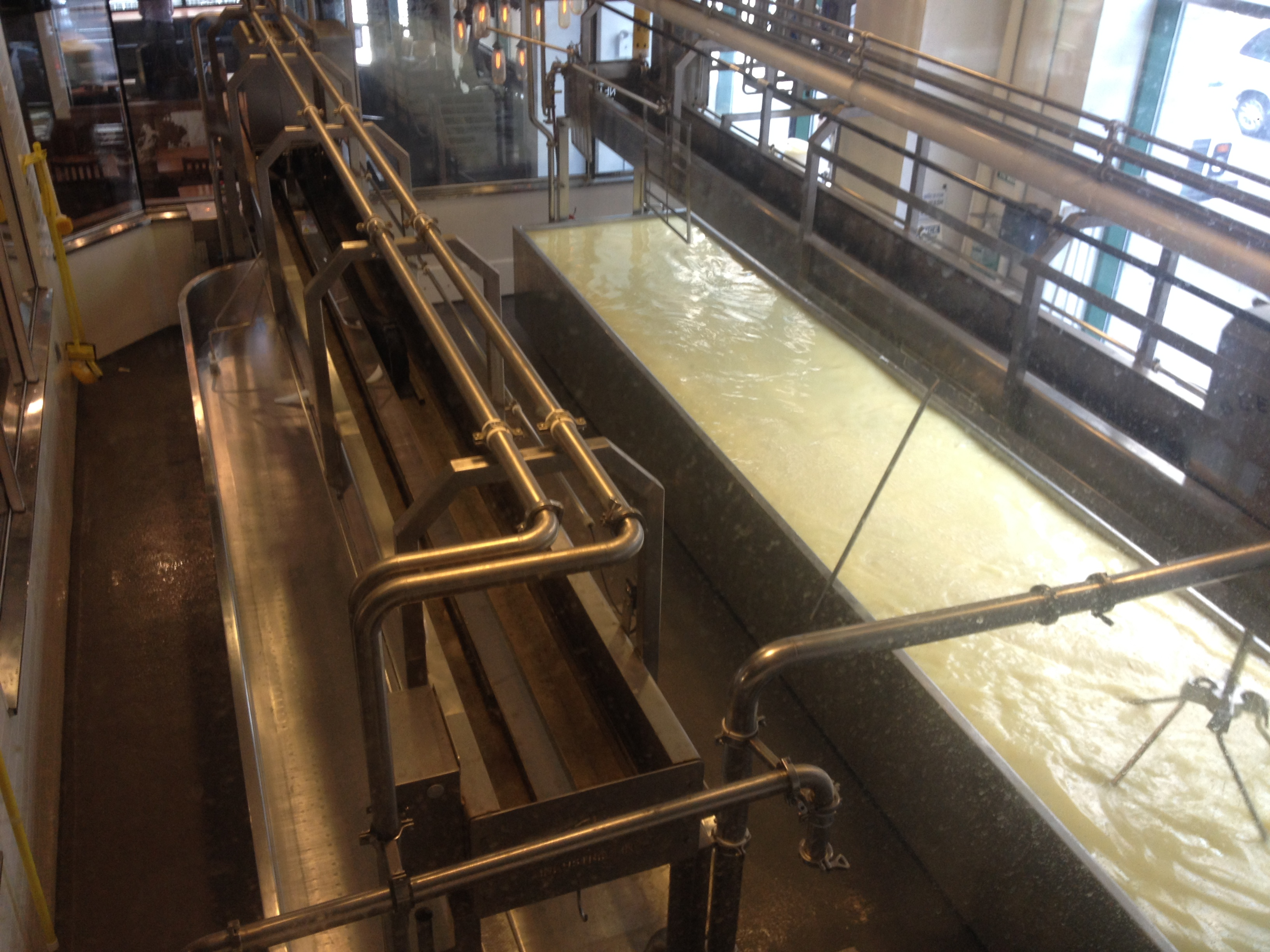
Produktionsanlage für Cheese curds in New York City

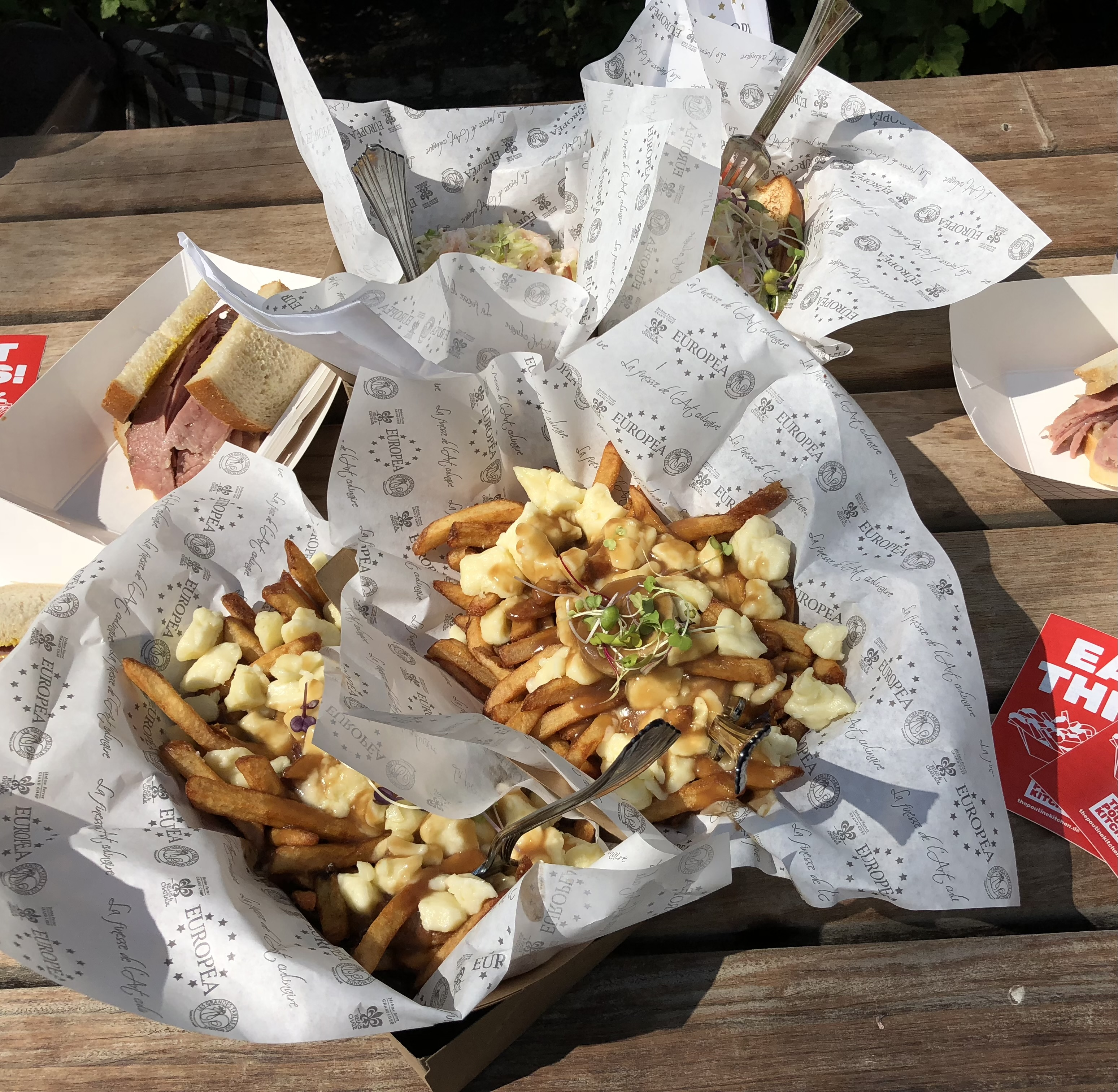
Poutine mit Cheese curds

Cheese curds (franz. Fromage en grains) sind Käsebruchstücke, die bei der traditionellen Herstellung von Cheddarkäse entstehen, noch bevor dieser zur Reife in Formen gepresst wird. Diesen Prozess nennt man Cheddaring. Cheese curds schmecken mild bis leicht salzig, haben eine federnde Konsistenz und quietschen beim Kauen zwischen den Zähnen. Sie werden deshalb auch als Squeaky Cheese bezeichnet. Sie sollten möglichst frisch verzehrt werden, damit sie ihr charakteristisches Quietschen nicht verlieren.
Cheese curds sind in Kanada und im Mittleren Westen der USA eine populäre Käsevariante und ein beliebter Snack. Neben Pommes frites und einer dunklen Bratensoße (Sauce brune, engl. auch Poutine Gravy) sind sie die wichtigste Zutat der bekannten franko-kanadischen Poutine, eines der Nationalgerichte Kanadas. In den USA werden Cheese curds oft in frittierter Form serviert. In New York City gibt es eine Produktionsstätte von Cheese curds in Manhattan. In Deutschland wurden Cheese curds erstmals 2016 produziert und im Rahmen der Internationalen Grünen Woche 2017 vorgestellt.